# Wydział Prawa i Ekonomii Uniwersytetu Jana Długosza w Częstochowie
Wydział Prawa i Ekonomii Uniwersytetu Jana Długosza w Częstochowie – jeden z 6 wydziałów Uniwersytetu Jana Długosza w Częstochowie.

## Kierunki kształcenia
Dostępne kierunki:
- Administracja (studia I i II stopnia)
- Ekonomia (studia I stopnia)
- Prawo (jednolite studia magisterskie)
- Rachunkowość i podatki (studia I stopnia)

## Władze Wydziału
W kadencji 2024–2028:
| Stanowisko                                                                                             | Imię i nazwisko             |
| --- | --------------------------- |
| Dziekan                                                                                                | dr Ewelina Żelasko-Makowska |
| Prodziekan ds. ogólnych                                                                                | dr Anna Rogacka-Łukasik     |
| Prodziekan ds. kształcenia i spraw studenckich (Kierunki: Prawo, Administracja II st.)                 | dr Monika Bartnik           |
| Prodziekan ds. kształcenia i spraw studenckich (Kierunki: Administracja I st., Rachunkowość i podatki) | dr Mariusz Paradowski       |
| Prodziekan ds. kształcenia i spraw studenckich (Kierunki: Ekonomia)                                    | dr Paulina Ucieklak-Jeż     |

## Struktura organizacyjna
Wydział składa się z czterech katedr, których kierownikami są:
| Jednostka                                     | Kierownik                       |
| --------------------------------------------- | ------------------------------- |
| Katedra Prawa Administracyjnego i Finansowego | dr hab. Adam Bartosiewicz       |
| Katedra Prawa Sądowego                        | p.o. dr Anna Rogacka-Łukasik    |
| Katedra Prawa Ustrojowego i Porównawczego     | prof. dr hab. Bogusław Przywora |
| Katedra Ekonomii i Finansów                   | p.o. dr Izabela Bagińska        |